# Trechower See
Der Trechower See liegt auf dem Gemeindegebiet Bernitt im Landkreis Rostock in Mecklenburg-Vorpommern. Der namensgebende Ortsteil Kurzen Trechow mit dem Herrenhaus Burg Trechow liegt am Süd- und Ostufer des Sees. Die westliche Umgebung wird landwirtschaftlich genutzt. Der See ist ein wenig gegliedertes Gewässer mit einer Wasserfläche von etwa 28 Hektar. Das Seeufer hat einen umlaufenden Schilfgürtel.
Er ist ungefähr 900 Meter lang und bis zu 450 Meter breit.